# مرضیه هاشمی
مرضیه هاشمی با نام اصلی ملانی ایوت فرانکلین (انگلیسی: Melanie Franklin؛ متولد ۲۱ دسامبر ۱۹۵۹) روزنامه‌نگار تلویزیون، مستندساز و گوینده اخبار آمریکایی-ایرانی است. او اکنون مجری پرس تی‌وی، شبکه انگلیسی‌زبان صدا و سیمای جمهوری اسلامی ایران است.

## تغییر دیانت به اسلام و سفر به ایران
او در سن ۲۲ سالگی، هنگامی که دانشجوی روزنامه‌نگاری بود در ایالات متحده آمریکا و پس از ۲ سال تحقیق مسلمان شد و با حجاب در دانشگاه حضور یافت. وی می‌گوید که جسارت این کار را از انقلاب ۵۷ ایران و شخصیت رهبر آن سید روح‌الله خمینی گرفته‌است. او می‌گوید در دانشگاه با دانشجویان ایرانی آشنا شده که بعضی موافق و بعضی مخالف انقلاب بوده‌اند. او به سبب کنجکاوی دربارهٔ انقلاب و به توصیه یکی از دانشجویان ایرانی و برای درک بهتر پایه‌های انقلاب ۵۷، آغاز به مطالعه قرآن و مقایسه آن با انجیل کرده و پس از تحقیق مسلمان شده و اسم خود را از ملانی به مرضیه تغییر داد. چندی بعد، مرضیه با آقای هاشمی، یک مرد مسلمان ایرانی ازدواج کرد و دارای فرزند شد. او در سال ۱۳۶۷  تصمیم می‌گیرد همراه ۲ فرزندش به ایران سفر کند جایی که برای آنان «مرکز مقاومت» بود. «احساس می‌کردیم باید به ایران بیاییم و هر کاری می‌توانیم برای ایران انجام دهیم.» دیدگاه وی در مورد حمایت از ایران چنین است: «گاهی دوستان قدیمی‌از من می‌پرسند آیا بعد از این همه سال هنوز برای ایران و انقلاب فعالیت می‌کنی؟ و من قاطعانه جواب می‌دهم بله. … به‌نظر من آنقدر باید برای این حاکمیت و کشور تلاش کرد و حتی از جان گذشت تا امام مهدی (عجل الله) قدم بر زمین گذارد و اسلام واقعی را پیاده کند. من قبول دارم که مشکلات و سختی‌هایی در ایران وجود دارد که ممکن است بعضی‌ها را ناامید کند اما همچنان معتقدم که آنچه در این کشور و حاکمیت وجود دارد چونان گنجینه‌ای است که باید قدر و منزلتش را دانست… در آن جامعه (آمریکا) زندگی کرده‌ام و آنچه را که شما خوانده و شنیده‌اید من با پوست و استخوانم لمس کرده‌ام.»

## زندگی شخصی
مرضیه هاشمی در نیواورلئان آمریکا به دنیا آمد.  او در یک خانواده پروتستان آفریقایی به دنیا آمد. او در سال 1357 که انقلاب ایران رخ داد، دانشجوی صدا و سیما بود و در نتیجه به اسلام گروید و فعالیت خود را در روزنامه ها و مجلات اسلامی در آمریکا آغاز کرد. او از سال 2008 در ایران زندگی می‌کند و در آنجا مجری تلویزیون، روزنامه‌نگار، مجری اخبار و مستندساز پرس تی‌وی، یک شبکه تلویزیونی انگلیسی زبان ایرانی بوده است.همسر او یک ایرانی بود که فوت کرد.او صاحب دو فرزند پسر می باشد که نام یکی از آنان علی می باشد

## مستند تقاطع
وی مستندی به نام تقاطع در سال ۲۰۱۰ پیرامون مرگ ندا آقاسلطان ساخت.

## بازداشت در آمریکا
او که به منظور دیدار با اعضای خانواده‌اش و عیادت برادرش (که به سرطان مبتلاست) به آمریکا سفر کرده بود در روز ۲۳ دی ماه ۱۳۹۷ در فرودگاه بین‌المللی لامبرت-ست لوی بدون تفهیم توسط اف‌بی‌آی بازداشت و به بازداشتگاهی در واشینگتن دی سی منتقل شده و طی این ۲ روز کسی از وضعیت او اطلاع نداشته‌است. طبق گفته رسانه‌های داخل ایران، هاشمی در گفتگو با دخترش اعلام کرد نیروهای پلیس آمریکا او را بدون انتقال به بازداشتگاه مستقیم به زندان برده‌اند. با اجبار حجاب اسلامی وی را برداشته و یک تی شرت بر تن او کرده‌اند که بر خلاف قوانین پوشش اسلامی دست‌های او نمایان بوده و در این حالت از وی عکس گرفته‌اند. به عنوان غذا گوشت خوک به او داده‌اند که او از خوردن آن غذا امتناع کرده‌است. اف‌بی‌آی در مورد اتهامات وارد شده توسط پرس تی وی توضیحی نداده‌است. فرزندان وی به عنوان شاهد به دادگاه فراخوانده شده‌اند.
حسین هاشمی فرزند مرضیه هاشمی در روز دوشنبه اول بهمن از انتقال او به زندان انفرادی خبر داد. به گفته او مرضیه هاشمی در روز چهارشنبه ۳ بهمن برای سومین بار در برابر یک هیئت ۲۳ نفره حضور خواهد یافت تا مشخص شود که وی متهم است یا خیر.

### دلیل بازداشت
به گزارش روابط عمومی شبکه پرس تی‌وی در روز جمعه ۱۸ ژانویه قاضی دادگاه منطقه کلمبیای آمریکا، طی حکمی اقدام به انتشار بخشی از اطلاعات پرونده مرضیه هاشمی نمود. در این حکم با بیان اینکه هاشمی «به هیچ جرمی متهم نشده‌است» اشاره شده که او تنها به عنوان «شاهد کلیدی» در تحقیقاتی که هنوز ماهیتش مشخص نیست، بازداشت شده‌است.
ریکاردو باسکواس استاد دانشکده حقوق دانشگاه میامی در واکنش به بازداشت هاشمی تحت عنوان «شاهد کلیدی» نحوه بازداشت هاشمی را خلاف قانون اساسی آمریکا دانست.

### واکنش‌ها

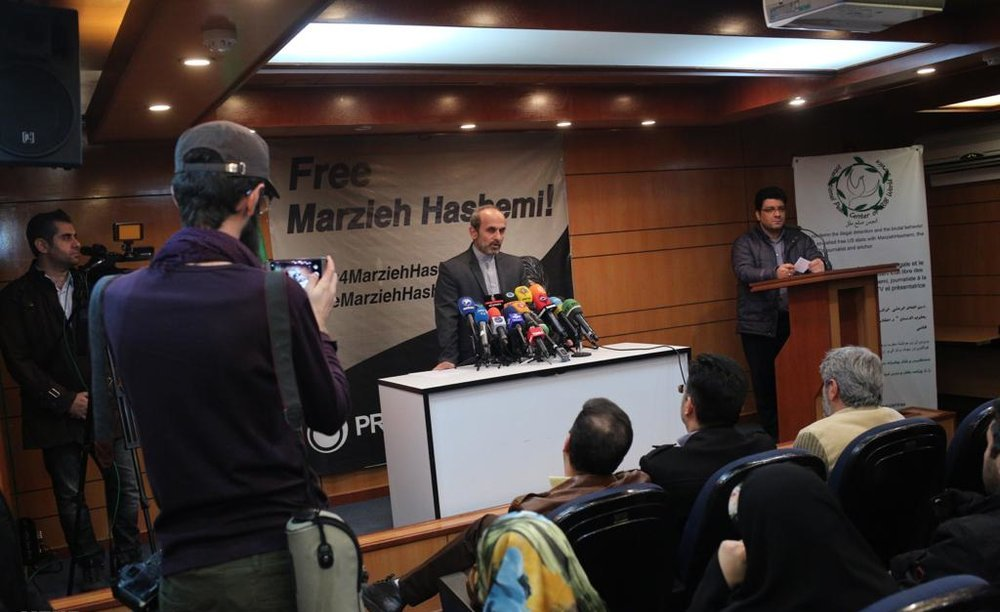
پیمان جبلی در نشست خبری از بازداشت مرضیه هاشمی انتقاد کرد

خبر دستگیری و رفتار صورت گرفته با او در رسانه‌های جهانی و شبکه‌های اجتماعی بازتاب یافت. در صفحه ای که برای بازداشت وی در وبگاه پرس تی وی اختصاص یافته شخصیت‌های مختلفی خواستار آزادی او شدند از جمله لارین بوث که او را دوست صمیمی خود خواند. حزب‌الله لبنان طی بیانیه ای دستگیری وی را محکوم کرد. محمدجواد ظریف وزیر امور خارجه ایران این اقدام آمریکا را «سیاسی و غیرقابل قبول» خواند و تأکید کرد واشینگتن باید «هر چه سریعتر به این بازی سیاسی خاتمه دهد.» بهرام قاسمی سخنگوی وزارت خارجه بازداشت هاشمی را «غیرقانونی» و برخورد پلیس آمریکا با وی را «غیرانسانی» خوانده و آن را محکوم کرد و گفت: «بازداشت یک شهروند مسلمان آمریکایی بدون مقدمه و با رفتارهای تحقیر آمیز و غیرانسانی مأمورین دولت آمریکا در اذیت و آزار این بانو، نمونه بارز رفتارهایی است که یک رژیم آپارتاید با شهروندان غیر سفیدپوست خود انجام می‌دهد.» قاسمی همچنین خواستار برخورداری هاشمی از «کلیه حقوق اولیه و انسانی و آزادی فوری و بدون قید و شرط او» شد.عبدالعلی علی‌عسگری، رئیس سازمان صدا و سیمای ایران اقدام آمریکا را غیرقانونی توصیف کرد و دلیل دستگیری مرضیه هاشمی را داشتن عقاید اسلامی، آزادی‌خواهانه و طرفداری از جبهه مقاومت عنوان کرد.
پیمان جبلی معاون برون‌مرزی صداوسیما رفتار آمریکا با مرضیه هاشمی را «اقدامی غلط» خواند. و خواستار آزادی بی قید و شرط او و عذرخواهی پلیس آمریکا به دلیل رفتاری که با وی داشتند، شد. همچنین معاونت برون مرزی صداوسیما با انتشار بیانیه ای به تشریح چگونگی دستگیری و رفتار پلیس آمریکا با مرضیه هاشمی پرداخته و اعتراض خود را نسبت به «دستگیری توأم با خشونت» او اعلام کرد.
در ۱۷ ژانویه فدراسیون جهانی روزنامه‌نگاران با انتشار پیامی در حساب توییتری خود ضمن ابراز نگرانی دربارهٔ مرضیه هاشمی خواستار شفاف‌سازی مقام‌های آمریکایی پیرامون دستگیری او شد.
در روز سه‌شنبه ۲۲ ژانویه وزارت خارجه ایران سفیر سوئیس را به عنوان حافظ منافع آمریکا در ایران احضار کرد و طی یک یادداشت رسمی اعتراض ایران به «بازداشت غیرقانونی» مرضیه هاشمی را به وی ابلاغ نمود. وزارت خارجه ایران همچنین خواستار آزادی فوری و بی قید و شرط هاشمی شد.
در روز چهارشنبه ۲۳ ژانویه تجمعی در مقابل دفتر سازمان ملل در تهران با حضور جمعی از نهادها و انجمن‌های رسانه ای شکل گرفت. شرکت کنندگان در این تجمع در بیانیه ای بازداشت مرضیه هاشمی را «بی‌قاعده، خلاف قانون و از سر استیصال دستگاه حاکمه آمریکا در قبال صدای متفاوت مرضیه هاشمی» خواندند.

### آزادی

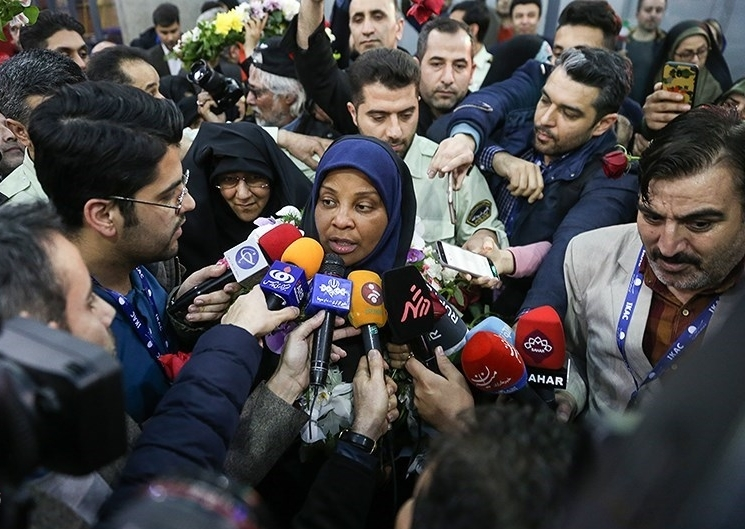
هاشمی پس از بازگشت به ایران در فرودگاه امام خمینی مورد استقبال جمعی از مردم، مسئولین و اهالی رسانه قرار گرفت.

مرضیه هاشمی که بدون طرح هیچ اتهامی از سوی دادگاه ۱۱ روز را در بازداشت به سر برده بود، در روز چهارشنبه ۲۳ ژانویه از زندان آزاد شد. پس از آزادی وی در شهر قم مردم به پخش شیرینی پرداختند.
مرضیه هاشمی در روز چهارشنبه ۱۰ بهمن ۱۳۹۷ به ایران بازگشت.